# Nino Reggiani
Nino Reggiani (Milano, 1923 – Milano, 2011) è stato un progettista italiano, inventore della macchina agricola falciacondizionatrice di foraggio a rulli.
Iniziò la sua attività di progettista nel 1944 con l'ingresso nel Gruppo BCS, holding costruttrice di macchine agricole, presso cui maturò la sua esperienza professionale conclusasi nel 1990.
Nei primi anni ottanta ideò la macchina falciacondizionatrice del foraggio a rulli, tuttora commercializzata, avente la funzione di schiacciare il foraggio appena tagliato per permetterne l'essiccazione più rapida.

## L'invenzione

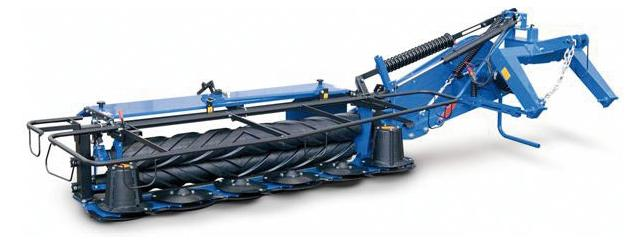
una moderna falciacondizionatrice a rulli

La versione primordiale di questo dispositivo prevedeva due corpi cilindrici orizzontali rotanti, a sviluppo sostanzialmente assiale e mezzi tubolari in materiale elastomerico (generalmente gomma) che comprendevano una parte interna, fissata direttamente al mozzo centrale del corpo cilindrico, una parte esterna atta ad entrare in contatto direttamente con il foraggio da condizionare e mezzi di collegamento (opportune nervature) della parte interna con la parte esterna. Il materiale cedevole di tipo elastomerico consentiva una compressione del foraggio nello spazio compreso tra i due rulli, in modo da attuare una compressione controllata.
Una sorgente di energia meccanica ed opportuni organi di trasmissione provvedevano a motorizzare almeno uno dei due corpi cilindrici.
Nelle moderne macchine falciacondizionatrici, i rulli presentano nervature a forma elicoidale e le posizioni dei due assi di rotazione sono tali da permettere ai due rulli di lavorare ad incastro, con un opportuno regolatore di pressione che permette di regolare la distanza tra i due rulli.